# Art Jimmerson
Art Jimmerson (St. Louis, Misuri, 4 de agosto de 1963-8 de mayo de 2024) fue un boxeador y artista marcial mixto estadounidense que peleó en tres categorías diferentes.

## Resultados

### Boxeo
| 33 Victorias (17 knockouts, 16 decisiones), 18 Derrotas (12 knockouts, 6 decisiones) |        |                    |      |       |            |                                 | |
| Resultado                                                                            | Récord | Rival              | Tipo | Round | Fecha      | Sede                            | Notas |
| No                                                                                   | 33-18  | Rydell Booker      | TKO  | 2     | 23/11/2002 | Danville, Virginia, U.S.        | |
| No                                                                                   | 33-17  | Mike Rodgers       | TKO  | 3     | 12/10/2002 | Nashville, Tennessee, U.S.      | Pelea por los WBF Cruiserweight/Super Cruiserweight Titles.                                                     |
| No                                                                                   | 33-16  | Rich LaMontagne    | TKO  | 1     | 28/06/2002 | Boston, Massachusetts, U.S.     | Pelea por el EBA Cruiserweight Title.                                                                           |
| No                                                                                   | 33-15  | Mike Rodgers       | DQ   | 3     | 11/08/2001 | Little Rock, Arkansas, U.S.     | |
| No                                                                                   | 33-14  | Arthur Williams    | KO   | 1     | 09/01/1999 | Pensacola, Florida, U.S.        | Jimmerson fue noqueado al 0:54 del primer round.                                                                |
| No                                                                                   | 33-13  | Adolpho Washington | TKO  | 3     | 27/11/1998 | Gary, Indiana, U.S.             | El referee paró la pelea al 1:33 del tercer round.                                                              |
| No                                                                                   | 33-12  | Dale Brown         | KO   | 3     | 03/04/1998 | Montreal, Quebec, Canadá        | Pelea por el NABF Cruiserweight Title. Jimmerson fue noqueado al 1:10 del tercer round.                         |
| No                                                                                   | 33-11  | Vassiliy Jirov     | TKO  | 2     | 06/12/1997 | Atlantic City, New Jersey, U.S. | El referee paró la pelea al 2:55 del segundo round.                                                             |
| No                                                                                   | 33-10  | Terry Dunstan      | TKO  | 1     | 12/04/1997 | Sheffield, England, U.K.        | |
| Sí                                                                                   | 33-9   | Earl Abernathy     | UD   | 6     | 23/09/1996 | St. Louis, Missouri, U.S.       | |
| No                                                                                   | 32-9   | Torsten May        | KO   | 5     | 09/09/1995 | Bielefeld, Germany              | |
| No                                                                                   | 32-8   | Brian LaSpada      | DQ   | 11    | 17/06/1995 | Las Vegas, Nevada, U.S.         | Pelea por el NABF Cruiserweight Title. Jimmerson fue descalificado al 2:31 del undécimo round por golpes bajos. |
| Sí                                                                                   | 32-7   | Jerry Halstead     | SD   | 8     | 01/05/1995 | St. Louis, Missouri, U.S.       | |
| No                                                                                   | 31-7   | Holsey Ellingburg  | PTS  | 8     | 29/10/1994 | St. Louis, Missouri, U.S.       | |
| Sí                                                                                   | 31-6   | Anthony Peat       | KO   | 3     | 10/10/1994 | St. Louis, Missouri, U.S.       | |
| Sí                                                                                   | 30-6   | Lopez McGee        | PTS  | 6     | 01/04/1994 | St. Louis, Missouri, U.S.       | |
| No                                                                                   | 29-6   | Orlin Norris       | TKO  | 4     | 09/01/1994 | Del Mar, California, U.S.       | |
| Sí                                                                                   | 29-5   | Rick Myers         | TKO  | 4     | 27/09/1993 | St. Louis, Missouri, U.S.       | |
| Sí                                                                                   | 28-5   | Tim Fitzgerald     | TKO  | 1     | 06/05/1993 | St. Louis, Missouri, U.S.       | |
| Sí                                                                                   | 27-5   | Mike Smith         | KO   | 2     | 15/03/1993 | Jefferson City, Missouri, U.S.  | |
| Sí                                                                                   | 26-5   | Lopez McGee        | TKO  | 3     | 08/03/1993 | St. Louis, Missouri, U.S.       | |
| Sí                                                                                   | 25-5   | Larry Prather      | UD   | 10    | 11/01/1993 | St. Louis, Missouri, U.S.       | |
| Sí                                                                                   | 24-5   | Tim Johnson        | PTS  | 10    | 30/11/1992 | St. Louis, Missouri, U.S.       | |
| Sí                                                                                   | 23-5   | John Collier       | PTS  | 6     | 29/08/1992 | St. Louis, Missouri, U.S.       | |
| Sí                                                                                   | 22-5   | Lopez McGee        | UD   | 8     | 17/08/1992 | St. Louis, Missouri, U.S.       | |
| Sí                                                                                   | 21-5   | Sylvester White    | PTS  | 8     | 22/06/1992 | Bridgeton, Missouri, U.S.       | |
| Sí                                                                                   | 20-5   | Tim Knight         | TKO  | 6     | 13/04/1992 | St. Louis, Missouri, U.S.       | |
| Sí                                                                                   | 19-5   | Phil Brown         | KO   | 3     | 27/03/1992 | St. Louis, Missouri, U.S.       | |
| Sí                                                                                   | 18-5   | Jordan Keepers     | TKO  | 1     | 20/03/1992 | St. Louis, Missouri, U.S.       | |
| Sí                                                                                   | 17-5   | Tim Knight         | DQ   | 7     | 17/02/1992 | St. Louis, Missouri, U.S.       | |
| Sí                                                                                   | 16-5   | William Dorsett    | TKO  | 1     | 06/01/1992 | St. Louis, Missouri, U.S.       | |
| Sí                                                                                   | 15-5   | Paul McPeek        | TKO  | 9     | 03/05/1991 | St. Louis, Missouri, U.S.       | Pelea por el IBC Americas Light Heavyweight Title.                                                              |
| No                                                                                   | 14-5   | Andrew Maynard     | RTD  | 3     | 29/04/1990 | Atlantic City, New Jersey, U.S. | Pelea por el NABF Light Heavyweight Championship.                                                               |
| Sí                                                                                   | 14-4   | Randy Smith        | UD   | 10    | 09/03/1990 | St. Louis, Missouri, U.S.       | |
| Sí                                                                                   | 13-4   | William Knorr      | TKO  | 1     | 16/02/1990 | St. Louis, Missouri, U.S.       | |
| No                                                                                   | 12-4   | Dennis Andries     | UD   | 10    | 26/10/1989 | Atlantic City, New Jersey, U.S. | |
| No                                                                                   | 12-3   | Jeff Harding       | UD   | 10    | 01/03/1989 | Newcastle, Australia            | |
| Sí                                                                                   | 12-2   | Bill Lee           | UD   | 10    | 29/10/1988 | St. Louis, Missouri, U.S.       | |
| Sí                                                                                   | 11-2   | Jerry Okorodudu    | UD   | 10    | 27/09/1988 | St. Louis, Missouri, U.S.       | |
| Sí                                                                                   | 10-2   | Lenny LaPaglia     | TKO  | 6     | 14/07/1988 | New York City, New York, U.S.   | |
| Sí                                                                                   | 9-2    | Lopez McGee        | PTS  | 10    | 09/06/1988 | St. Louis, Missouri, U.S.       | |
| Sí                                                                                   | 8-2    | Danny Thomas       | PTS  | 6     | 19/05/1988 | Saginaw, Michigan, U.S.         | |
| Sí                                                                                   | 7-2    | Assim Rezzaq       | KO   | 3     | 05/03/1988 | St. Louis, Missouri, U.S.       | |
| Sí                                                                                   | 6-2    | John Moore         | SD   | 6     | 23/01/1988 | St. Louis, Missouri, U.S.       | |
| No                                                                                   | 5-2    | Manuel Murillo     | TKO  | 7     | 19/06/1986 | San Diego, California, U.S.     | El referee paró la pelea al 1:13 del séptimo asalto.                                                            |
| No                                                                                   | 5-1    | David Johnson      | MD   | 6     | 10/02/1986 | Inglewood, California, U.S.     | |
| Sí                                                                                   | 5-0    | Danny Blake        | PTS  | 8     | 02/11/1985 | San Francisco, California, U.S. | |
| Sí                                                                                   | 4-0    | John Murphy        | TKO  | 2     | 27/09/1985 | Phoenix, Arizona, U.S.          | |
| Sí                                                                                   | 3-0    | Robert Williams    | TKO  | 2     | 18/07/1985 | San Diego, California, U.S.     | El referee paró la pelea al 1:17 del segundo asalto.                                                            |
| Sí                                                                                   | 2-0    | Manuel Leyva       | KO   | 1     | 27/06/1985 | San Diego, California, U.S.     | Noqueó a Leyva al 2:24 del primer asalto.                                                                       |
| Sí                                                                                   | 1-0    | Sal Trujillo       | KO   | 1     | 25/04/1985 | San Diego, California, U.S.     | Trujillo fue noqueado al 1:08 del primer asalto.                                                                |

### AMM
| Resultado | Récord | Rival        | Tipo      | Evento | Fecha                   | Round | Tiempo | Sede                             |
| No        | 0–1    | Royce Gracie | Rendición | UFC 1  | 12 de noviembre de 1993 | 1     | 2:18   | Denver, Colorado, Estados Unidos |

## Tras el retiro
Jimmerson luego de retirarse pasó a ser entrenador en jefe de boxeo en el UFC GYM en Torrance, California. Jimmerson expresó su interés de tener una pelea contra el expeleador de la UFC Kimbo Slice en un evento de boxeo.